# Rosa (roman)

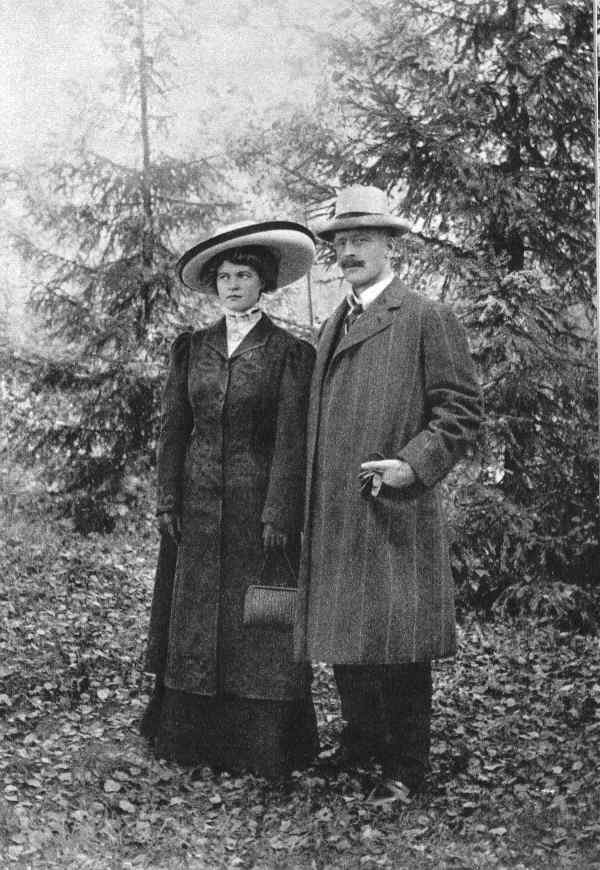
Knut Hamsun en Marie Andersen, 1909

Rosa (Noors, eveneens: „Rosa“) is een korte roman van de Noorse schrijver en Nobelprijswinnaar Knut Hamsun, verschenen in 1908. Rosa volgt de zich in hetzelfde milieu afspelende roman Benoni uit 1907. Hoewel beide boeken een op zich zelf staand verhaal kennen en qua romantechniek enigszins verschillend zijn, kunnen ze worden gezien als een epische eenheid.

## Typering en intrige
Met Benoni en Rosa (geschreven in de periode dat Hamsun zijn latere vrouw actrice Marie Andersen leerde kennen), zet Hamsun een in 1900 met de novelle Dwepers ingezette neorealistisch-volkse lijn voort. De drie boeken kunnen worden gezien als een soort van overgangswerken tussen Hamsuns eerdere lyrisch-romantische boeken en zijn latere epische werk. Opvallend is het terugkeren van diverse personages uit Hamsuns eerdere roman Pan, onder andere de koopman Mack en diens dochter Edvarda. Niettegenstaande de veranderende schrijfstijl legt Hamsun zo toch ook weer een duidelijke verbinding met zijn eerdere werk.
Benoni en Rosa geven beide een authentiek beeld van de maatschappelijke verhoudingen in een vissersplaatsje in Noord-Noorwegen rond 1870 (later onderzoek heeft aangetoond dat veel in de boekwerkjes naar de precieze werkelijkheid is beschreven). Beide boeken schetsen de liefdesperikelen van de wat saaie, nuchtere, moederlijke Rosa met Benoni, Arentsen en Parelius. Ook wordt de machtsstrijd beschreven tussen de kapitalistische, sluwe Mack en de gewiekste vissersjongen Benoni, die later uitgroeit tot diens rivaal.
Benoni en Rosa worden vaak geprezen om de met veel humor en ironie getekende volkstypen. Met name in Rosa lijkt het wel of Hamsun zijn eerdere lyrische stijl wil persifleren.

## Trivia
- Benoni en Rosa werden kort na verschijnen reeds in het Nederlands vertaald en kenden voor de oorlog meerdere drukken. Een laatste vertaling van Froukje Hoekstra verscheen in 1977 bij De Arbeiderspers.
- Van Benoni en Rosa werd in de jaren zeventig een succesvolle Noorse televisieserie gemaakt.

## Noot
1. ↑  Zie nawoord Amy van Marken bij de Nederlandse vertaling van Benoni en Rosa, De Arbeiderspers, Amsterdam, 1976